# Apgujeongrodeo (métro de Séoul)
Apgujeongrodeo (hangeul : 압구정로데오 ; hanja : 狎鷗亭로데오) est une station de passage de la ligne Suin–Bundang du métro de Séoul. Elle est située au 77 Wangsimni-ro, quartier Seongsu-dong 1-ga, dans l'arrondissement de Dongdaemun-gu, à Séoul en Corée du Sud.
Ouverte en 2012, elle est desservie par les rames qui circulent sur la ligne.

## Situation sur le réseau

Plan du réseau (2023)

Établie en souterrain, la station Apgujeongrodeo est une station de passage de la ligne Suin–Bundang du métro de Séoul. : elle est située entre la station Seoul-forest, en direction du terminus nord Cheongnyangni, et la station Gangnam-gu Office en direction du terminus ouest Incheon.

## Histoire
La station Apgujeongrodeo, mise en chantier en 2004, est mise en service le 6 octobre 2012, lors d'une extension de la ligne Bundang, de 6,6 km, de Seolleung à Wangsimni.
Puis c'est une station de passage de la ligne Suin–Bundang, lors de la création de celle-ci, le 12 septembre 2020, par la fusion de la ligne Bundang et de la ligne Suin, reliées par un nouveau tronçon complété par l'utilisation en commun d'un tronçon de la ligne 4 du métro de Séoul.

## Services aux voyageurs

### Accès et accueil
La station souterraine est située au 402 Apgujeongro, en limite des quartiers Apgujeong-dong, Cheongdam-dong et Sinsa-dong. Elle dispose de cinq bouches, numérotées de 1 à 7, situées de part et d'autre de la Seolleung-ro en amont et en aval de son croisement avec l'Apgujeongro. Des escaiers et escaliers mécaniques et ascenseurs permettent les liaisons piétonnes entre la surface et les quais en passant par les deux principaux nivaux intermédiaires. Au premier sous-sol se situe notamment la billetterie équipée d'automates pour l'achat de titres de transport valables sur l'ensemble du réseau du métro de Séoul. Un deuxième sous-sol est une mezzanine permettant l'accès aux quais qui sont au troisième sous-sol. Les ascenseurs et notamment des toilettes spécifiques permettent l'accessibilité aux personnes à la mobilité réduite.

### Desserte
Apgujeongrodeo est desservie par les rames omnibus qui circulent sur la ligne. Elle dispose de deux voies desservant deux quais équipés de portes palières.

Installations
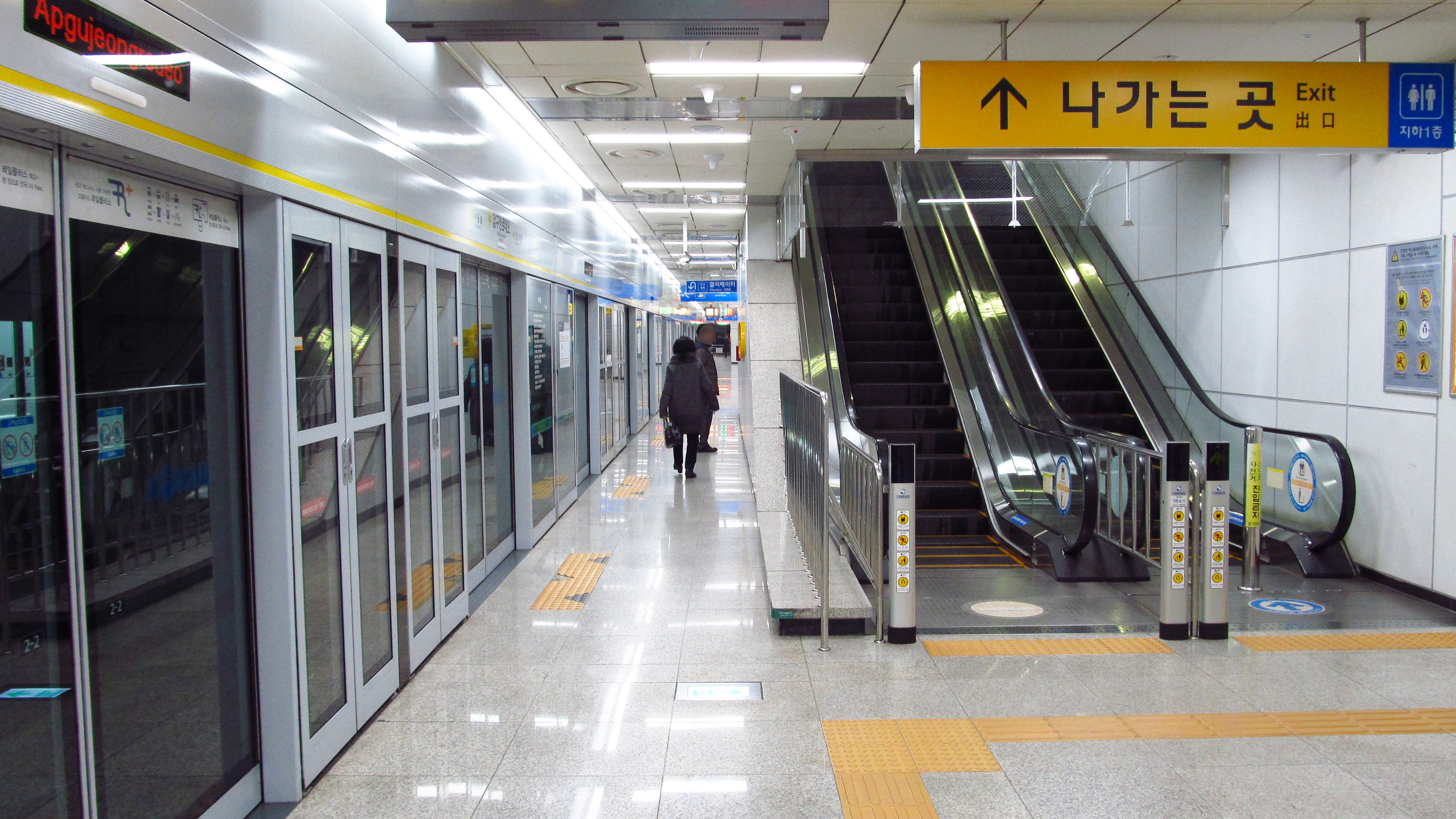
En 2018.
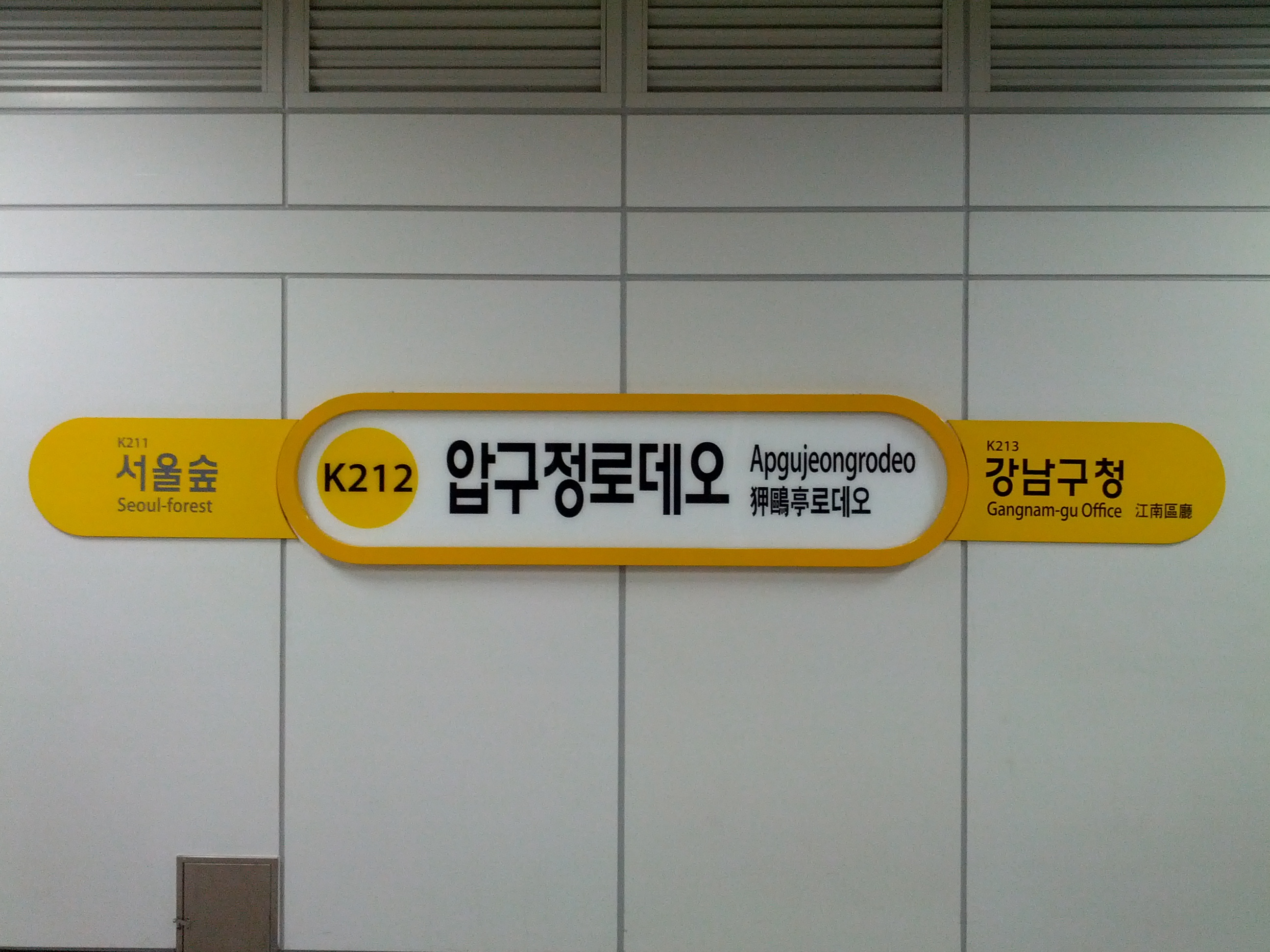
En 2013.
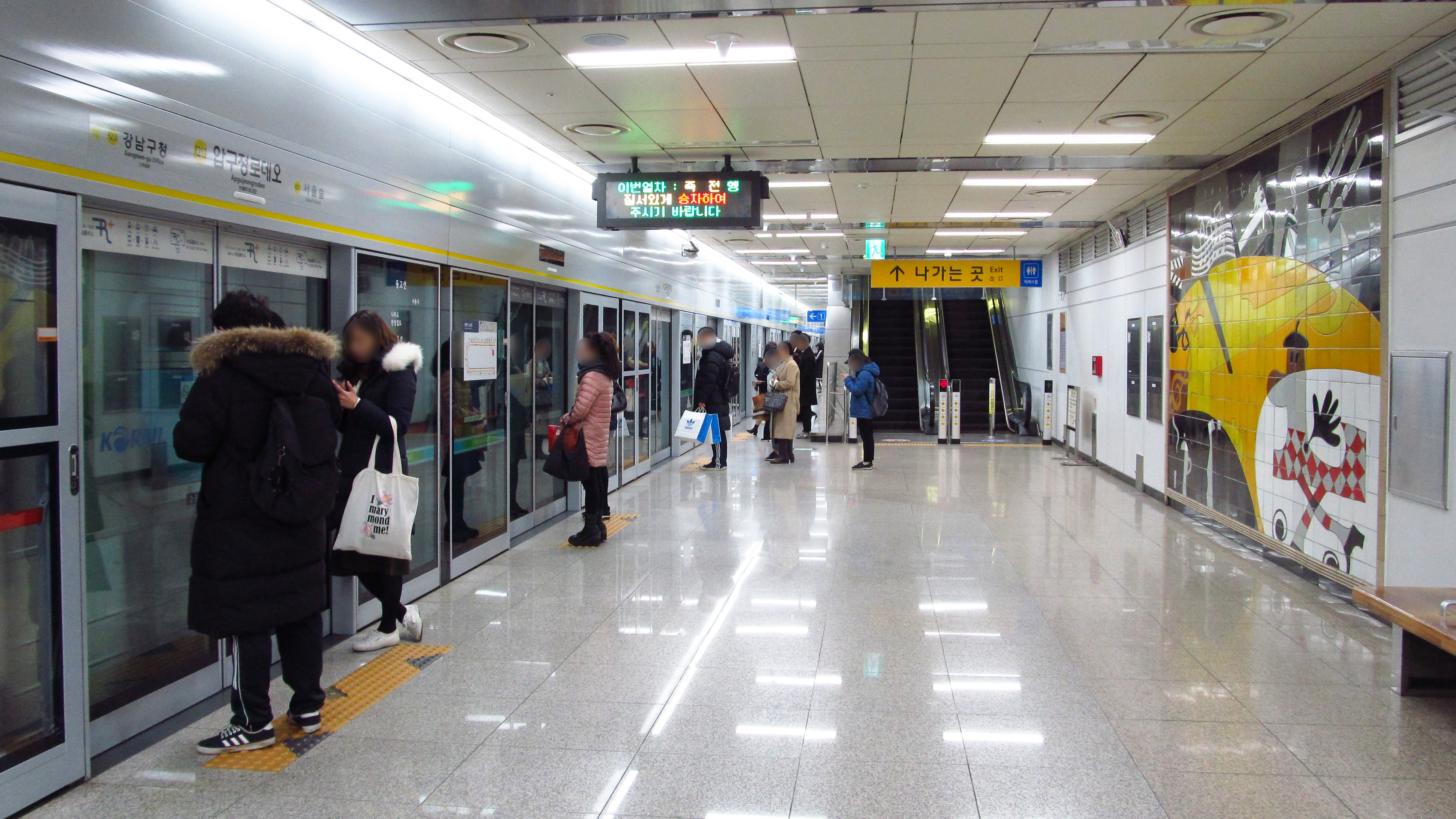
En 2018.

### Intermodalité
Des arrêts de bus sont établis à proximité des bouches de la station.